# Kampeeravonturen
Kampeeravonturen is een Nederlandse film uit 1952 in geluid en zwart-wit. Het scenario en de regie waren van Henk van der Linden. De film heeft als internationale titel Campfire tales.

## Verhaal
Jan en Gerrie zijn op kampeervakantie. Bij een kampvuur horen zij allerlei verhalen.

## Rolverdeling
| Acteur           | Personage     |
| ---------------- | ------------- |
| Jan Klinckhamers | Jan           |
| Gerard Willems   | Gerrie        |
| Arno Feite       | De Dikke      |
| Jan Wassenaar    | De Sterke     |
| Frits Wenkop     | De Slechte    |
| Herman Reinaerts | De Opschepper |

1896-1909 · 1910-19 · 1920-29 · 1930-39 · 1940-49 · 1950-59 · 1960-69 · 1970-79 · 1980-89 · 1990-99 · 2000-09 · 2010-19
· 2020-29